# Виктория Шарлотта Ангальт-Бернбург-Шаумбург-Хоймская
Виктория Шарлотта Ангальт-Бернбург-Шаумбург-Хоймская (нем. Viktoria Charlotte von Anhalt-Bernburg-Schaumburg-Hoym; 25 сентября 1715, Шаумбург — 4 февраля 1772, Шаумбург) — немецкая принцесса, в замужестве маркграфиня Бранденбург-Байрейтская.

## Биография
Виктория Шарлотта — дочь князя Виктора I Амадея Ангальт-Бернбург-Шаумбург-Хоймского (1693—1772) и его супруги Шарлотты Луизы Изенбург-Бирштейнской (1680—1739), дочери графа Вильгельма Морица Изенбургского и Бюдингенского в Бирштейне.
26 апреля 1732 года Виктория Шарлотта вышла замуж в Шаумбурге за принца Фридриха Кристиана, будущего маркграфа Бранденбург-Байрейта. После бракосочетания молодожёны по настоянию брата Фридриха Кристиана Георга Фридриха Карла выбрали себе в резиденции замок в Нойштадт-ан-дер-Айш. В 1764 году брак был расторгнут, спустя год после того, как Фридрих Кристиан унаследовал княжество. Супруги проживали раздельно уже с 1739 года по причине ревности будущего маркграфа. Последние годы жизни Виктория Шарлотта провела в стеснённых условиях в Галле, похоронена в Хольцаппеле.

## Потомки
В браке с Фридрихом Кристианом родились две дочери:
- Кристиана София Шарлотта (1733—1757), замужем за Эрнстом Фридрихом III Саксен-Гильдбурггаузенским (1727—1780)
- София Магдалена (1737)